# Jerzy Borowski
Jerzy Borowski (ur. 4 stycznia 1950 w Sandomierzu) – polski samorządowiec, w latach 1995–2002 wiceburmistrz, a od 2002 do 2014 burmistrz Sandomierza.

## Życiorys
Po ukończeniu nauki w I Liceum Ogólnokształcącym Collegium Gostomianum studiował na Uniwersytecie Śląskim oraz na Wydziale Mechanicznym Politechniki Świętokrzyskiej, następnie odbył studia podyplomowe z dziedziny administracji samorządowej w Wyższej Szkole Humanistyczno-Przyrodniczej w Sandomierzu.
Był działaczem Związku Młodzieży Socjalistycznej i Socjalistycznego Związku Studentów Polskich. W okresie PRL zatrudniony m.in. w kopalni siarki w Machowie, Kieleckiej Fabryce Pomp „Białogon” i Centrum Produkcyjnym Pneumatyki „Prema”. Należał do Polskiej Zjednoczonej Partii Robotniczej, od 1983 do 1987 był etatowym pracownikiem KW PZPR w Kielcach. Później podjął pracę w kombinacie Huta Stalowa Wola. W III Rzeczypospolitej związany z Sojuszem Lewicy Demokratycznej, później pozostał bezpartyjny.
W wyborach w 1994 po raz pierwszy uzyskał mandat radnego Rady Miejskiej Sandomierza. W tym samym roku wszedł w skład zarządu miasta, zaś w latach 1995–2002 pełnił nieprzerwanie funkcję wiceburmistrza. W wyborach w 2002, 2006 oraz 2010 był wybierany na stanowisko burmistrza w głosowaniu bezpośrednim. W 2014 przegrał w drugiej turze z Markiem Bronkowskim. W 2015 kandydował do Sejmu z listy Zjednoczonej Lewicy (która nie uzyskała mandatów). W 2018 ponownie bez powodzenia ubiegał się o urząd burmistrza.
Jest współtwórcą Wyższej Szkoły Humanistyczno-Przyrodniczej „Studium Generale Sandomiriense”. Członek Towarzystwa Naukowego Sandomierskiego, działacz Fundacji Sandomierskiej.